# Stephen Borough
Stephen Borough (auch Steven sowie Burrough, Burrowe oder Borrows; * 25. September 1525 bei Northam, Devonshire; † 12. Juli 1584 in Chatham, Kent) war ein englischer Seefahrer und Entdecker, der 1556 als erster Westeuropäer die Karastraße erreichte.
1553 segelte er als Master der Edward Bonaventure mit seinem jüngeren Bruder William unter dem Kommando von Richard Chancellor. Das Schiff war eines von dreien einer von Hugh Willoughby geleiteten Expedition, die im Auftrag englischer Kaufleute einen nördlichen Seeweg nach Indien und Cathay suchte. Die Schiffe wurden bald im Sturm getrennt. Borough gelang es, bis zur Mündung der Nördlichen Dwina ins Weiße Meer zu segeln. Von hier reiste Chancellor über Land zum Zarenhof Iwans des Schrecklichen nach Moskau und knüpfte erste direkte Handelskontakte. Die Besatzung der beiden anderen Schiffe starb während der Überwinterung an der Murmanküste.
1556 stattete die inzwischen gegründete Muscovy Company eine weitere Entdeckungsfahrt aus, die nach der Nordostpassage suchen sollte. Das Kommando über diese Expedition mit der Serchethrift wurde Stephen Borough übertragen, der wieder von seinem Bruder begleitet wurde. In der Mündung des Kola-Flusses legte er eine zweiwöchige Pause ein und schloss sich einer Flotte pomorischer Schiffe an, die zur Petschoramündung segelte, um dort Walrosse zu jagen. Hier setzte er seinen Weg allein fort, kam an die Küste Nowaja Semljas und landete auf der Insel Waigatsch. Dort fand er einen Pomoren, der bereit war, ihm den Weg zur Mündung des Ob in der Karasee zu zeigen. Die Karastraße war aber angefüllt mit Meereis, sodass Borough den Versuch einer Durchquerung auf das kommende Jahr verschob und zur Überwinterung nach Cholmogory segelte. Hier erhielt er allerdings die Weisung, stattdessen nach England zurückzukehren und unterwegs nach drei verschollenen Schiffen der Company Ausschau zu halten. Darunter befand sich auch die von Chancellor befehligte Edward Bonaventure. Borough fand heraus, dass eines der Schiffe, die Bona Confidentia, vor Lappland gesunken war. Von Chancellors Schiffbruch und Tod vor Schottland erfuhr er erst in London.
Während dieser Expedition traf er auch auf die Ureinwohner der Halbinsel Kola, die Samen, und notierte 1557 das älteste bisher bekannte Sprachdokument einer samischen Sprache in sein Tagebuch. Es handelt sich um eine Liste mit 95 kildinsamischen Wörtern und Phrasen und deren englische Übersetzungen. Boroughs Notizen mit der Wortliste sind nicht im Original erhalten, wurden aber erstmals 1589 von Richard Hakluyt veröffentlicht.
1560 führte Borough die Swallow und zwei weitere Handelsschiffe nach Russland. Auf dem Rückweg brachte er Antony Jenkinson, der für die Company eine ausgedehnte Reise ans Kaspische Meer unternommen hatte, zurück nach England. Im folgenden Jahr brachte er ihn wieder nach Russland, von wo Jenkinson sich nach Persien begab. 1563 ernannte Königin Elisabeth I. Stephen Borough zum Chief Pilot der königlichen Schiffe auf dem Fluss Medway. Er blieb bis zu seinem Tod im Jahre 1584 im Dienste der Königin und wurde in Chatham begraben.